# Anne Pons
Pour les articles homonymes, voir Pons.
Anne Pons, née Anne de Larrard le 30 janvier 1934 à Paris et morte le 22 février 2025 dans la même ville, est une romancière et essayiste française.

## Biographie
Elle fut responsable d'une rubrique culturelle au Point puis à L'Express. Anne Pons a alterné romans et biographies. On doit à ses origines irlandaises La Villa irlandaise et Dark Rosaleen ainsi que Constance ou l'Irlande, une biographie de Constance Markievicz. À noter un roman subtil sur une impasse de l'amour : Les Sentiments irréguliers paru chez Grasset.
Sa passion pour la mer se développe en écrivant avec son époux Alain Pons, agrégé de philosophie, Lady Hamilton, prix Chateaubriand, puis Nelson contre Napoléon et Franklin, l'homme qui mangea ses bottes, grand prix de l'essai de la Société des gens de lettres, prix de la mer, mention spéciale de l'Association des écrivains de langue française. Son dernier ouvrage, James Cook : le compas et la fleur, conte l'histoire passionnante du plus illustre navigateur et cartographe qu'ait produit l'Angleterre. C'est aussi un éclairage sur le début des grandes explorations scientifiques au siècle des lumières.
Elle est la petite-fille de Paul Chack.

## Publications
- Le Tour de France par Camille et Paul, Paris, Tchou, 1977, réédition Paris, Denoël, 1983.
- La Maison des jours d'autrefois, Paris, Joël Cuënot, 1980 [sur le Musée Alice Taverne, Ambierle].
- Le chemin des écoliers : trois moments de l'école en France : 1750, 1882, 1980, Paris, Hachette, 1982.
- La Villa irlandaise, Paris, Grasset, 1985.
- Les sentiments irréguliers, Paris, Grasset, 1988.
- Dark Rosaleen, Paris, Grasset, 1991.
- A la découverte des provinces françaises, illustré par Olivier Nadel, Paris, Perrin, 1994.
- Constance ou l’Irlande, biographie de Constance Markievicz, Paris, Nil Éditions, 1997.
- Lady Hamilton : l'amour sous le volcan, avec Alain Pons, Paris, Nil Éditions, 2002.
- Nelson contre Napoléon, Paris, Perrin, 2005.
- John Franklin. L'homme qui mangea ses bottes, biographie de John Franklin, Paris, Fayard, 2009.
- Lapérouse, biographie de Jean-François de la Pérouse, Paris, Gallimard, 2010, coll. "Folio Biographie".
- James Cook : le Compas et la Fleur, Paris, Perrin, 2015.